# Carpa de fiestas

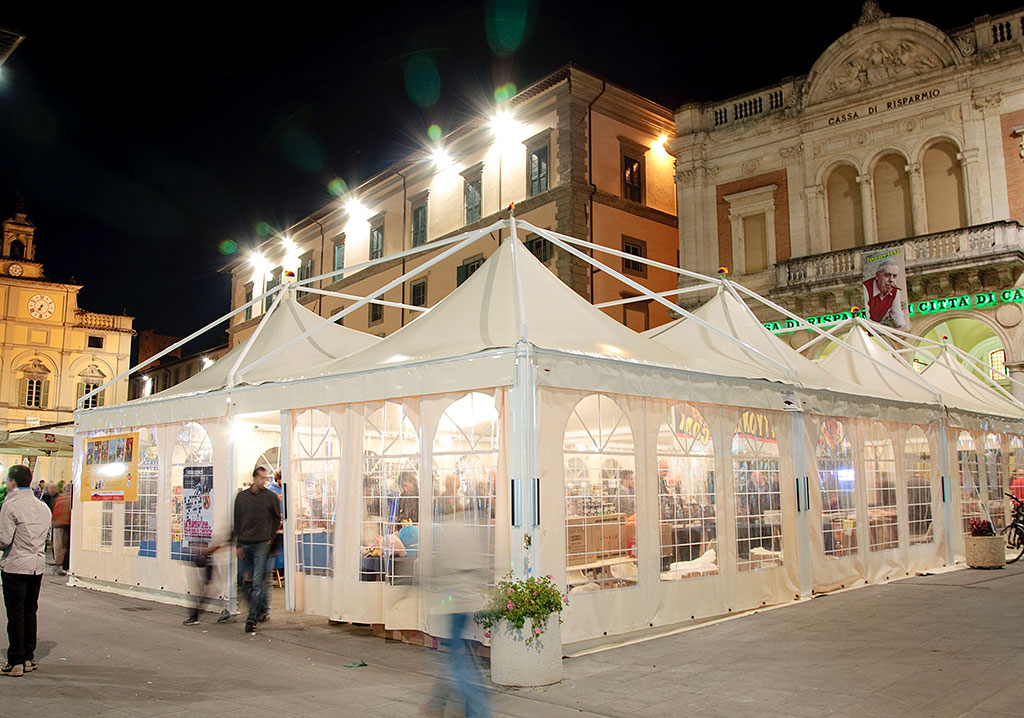
Carpa semi-permanente.

Las "carpas de fiestas" son una variedad de tiendas de gran tamaño a menudo utilizadas para cobijar eventos de verano como espectáculos, festivales y bodas. Se asocian particularmente bodas típicos  Ingleses de jardín y fiestas populares.
El diseño sencillo ha cambiado poco en miles de años. Una "carpa de fiestas" consiste en una gran tienda sostenida por postes centrales altos ( "palos de maestros") tensados mediante líneas laterales conectadas a estacas clavadas en el suelo y postes de apoyo más pequeños ( "palos laterales"). Los palos maestros soportan la mayor parte del peso, mientras que los postes laterales dan forma a la tela.

## Descripción

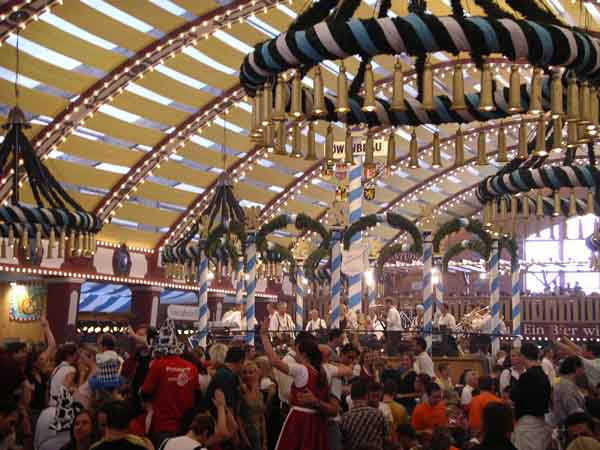
Carpa por dentro (Münchner Oktoberfest).

Las carpas más pequeñas están cubiertas de tela, mientras que las carpas más grandes tienen paredes de madera contrachapada. En algunos casos puede haber gotas de agua en el techo aunque no llueve fuera, el motivo de ello es la humedad que se condensa en los techos fríos.
Algunas carpas tienen un compartimento independiente para los aseos. Especialmente en las carpas más pequeñas por los festivales, los visitantes a menudo tienen que salir de la carpa para hacer la sus emergencias. En estos casos, las instalaciones correspondientes alojan en una carretilla o un contenedor modula. Para eventos que requieran controlar el ingreso, el invitado recibe un sello similar a una discoteca, que indica al cajero o al portero que ya ha pagado su entrada. Las tiendas de cerveza de grandes eventos (por ejemplo, la Oktoberfest) juegan un papel cada vez más importante para los jóvenes, especialmente en las noches y los fines de semana.

## Construcción
```

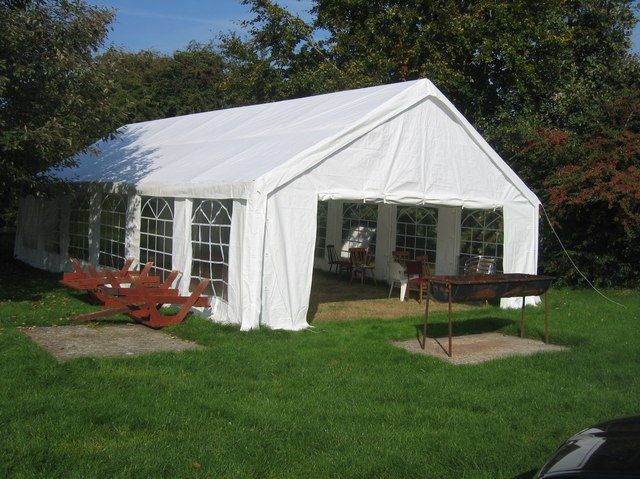
Carpa temporal.

Originalmente, se fabricaban a partir de cubiertas de lona de algodón, palos de madera y cuerda de 
 hessiana
, pero han sido sustituidas en gran medida por materiales más modernos. En el Reino Unido, las empresas de contratación ofrecen tiendas de bastones "al estilo americano" con fundas 
PVC
, palos de aluminio y cuerdas de nailon. La introducción de tejidos modernos alarga la vida útil de las carpas, ya que se limpian con más facilidad. Las carpas de lona todavía están disponibles y en los últimos años han tenido un resurgimiento a medida que se aprecian de nuevo los materiales naturales. Una de las ventajas de la lona es que es más 
transpirable
 en comparación con el PVC (que atrapa el aire y aumenta la temperatura en el interior), así este tipo de carpa es más cómoda en los tiempos calurosos del verano, y también permanece 
estanco
 en caso de lluvia.
[
3
]
```